# Ataques com carbúnculo nos Estados Unidos em 2001

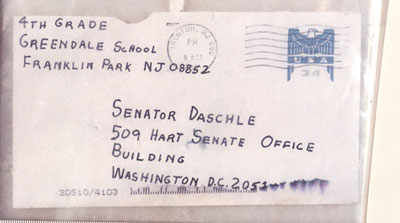
Uma das cartas contaminadas contendo antraz matou dois trabalhadores dos correios. Esta, no caso, era direcionada ao senador Tom Daschle, que na época era o líder da maioria do Senado.

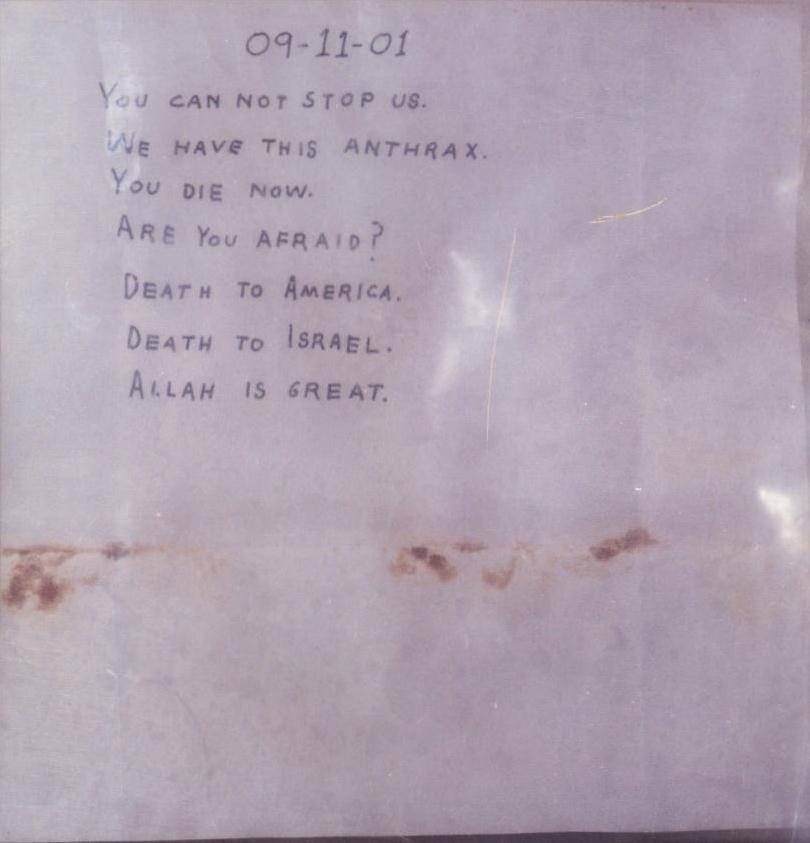
Segunda carta, enviada com antraz.

Os ataques com carbúnculo nos EUA em 2001 consistiram numa sequência de envelopes contaminados com o carbúnculo (antraz, às vezes erroneamente denominado antrax) nos Estados Unidos. Cinco pessoas morreram. O início do envio foi uma semana após os ataques de 11 de Setembro de 2001. Em meados de 2008, o FBI descobriu que Edwards Bruce Ivins, um cientista do governo norte-americano que trabalhou em laboratórios de biodefesa. Ivins teria sido informado acerca de iminente indiciamento e morreu de uma overdose de "Tylenol com Codeína," o governo norte-americano alega que foi suicídio e que não tem qualquer participação na morte.
Os ataques ocorreram em duas ondas. A primeira série de cartas tinham um selo postal de Trenton, Nova Jersey, datado de 18 de setembro de 2001, exactamente uma semana após os Atentados do 11 de setembro de 2001. Acha-se que cinco cartas tinham sido enviadas, até esse momento, a ABC News, CBS News, NBC News e o New York Post, todos localizados em Nova York; e ao National Enquirer  em Boca Raton (Flórida). Outras duas cartas com o mesmo selo de Trenton estavam datadas de  9 de outubro, três semanas após o primeiro envio. As cartas estavam dirigidas a dois senadores democratas: Tom Daschle de Dakota do Sul e Patrick Leahy de Vermont. Daschle era,  então, o líder da maioria do Senado e Leahy, o Presidente do Comité judicial do Senado. Mais potente que as primeiras cartas, o material nas cartas do Senado era um pó seco altamente refinado que consistia em ao redor de um grama de esporas quase puras. O processo foi posteriormente arquivado antes da conclusão das investigações.